# Grumman F7F Tigercat
Grumman F7F Tigercat был первым двухмоторным истребителем, поступившим в ВМС США. Создан для нового авианосца Мидуэй, самолеты были слишком велики, чтобы взлететь с более ранних авианосцев. Участия во Второй Мировой войне не принял. Большинство F7F были наземного базирования, применялись как штурмовики или ночные истребители; только с модификации F7F-4N они стали применяться как палубные. Приняли участие в Корейской войне и были выведены из эксплуатации в 1954 году.

## Боевое применение

### Корейская война
Всего в ходе Корейской войны было потеряно 28 самолетов.

## Технические характеристики
- Экипаж: 1 человек
- Длина: 13,8 м
- Размах крыла: 15,7 м
- Высота: 5,1 м
- Площадь крыла: 42,3 м²
- Масса пустого: 7 380 кг
- Масса снаряжённого 10 730 кг
- Масса максимальная взлётная: 11 670 кг
- Двигатели:: 2 × радиальный 18-цилиндровый Pratt & Whitney R2800-34W
- Тяга: 2 × 2,100 л. с. (1566 кВт)
- Вооружение:
- 4 × 20 мм пушка M3
- 4 × 12,7 мм M2 Browning

## Лётные характеристики
- Максимальная скорость: 740 км/ч
- Дальность полета: 1,900 км
- Скороподъёмность: 23 м/с
- Практический потолок: 12300 м

## Вооружение
- Пушечно-пулемётное:
  - 4 × 20 мм пушки M2
  - 4 × 12,7 мм пулемёта M2 Browning
- Боевая нагрузка:
  - 2 × 454 кг бомбы под крыльями
  - 1 × торпеда под фюзеляжем